# Amadou Koufa
Amadou Koufa (Saraféré, 1961-Forêt de Wagadou, 23 de noviembre de 2018), nombre de guerra de Amadou Diallo, fue un yihadista malíense fundador en 2015 del Frente de Liberación de Macina.

## Biografía
Pertenecía a la etnia fulani originario del pueblo de Koufa, en Saraféré, en el Círculo de Niafunké, en la región de Mopti, en Malí. Toma su sobrenombre en referencia a su pueblo natal. Se convierte en predicador y viaja a varios países sobre todo a Pakistán y Mauritania.
Próximo a Iyad Ag Ghali, es también miembro de la secta Dawa y se une a Ansar Dine al principio de la guerra de Malí en 2012. En enero de 2013, participa en la batalla de Konna. A principios de 2015, funda el Frente de Liberación de Macina.
Amadou Koufa aparece en un vídeo con Iyad Ag Ghali, Djamel Okacha, Hassan Al Ansari y Abou Abderrahman El Senhadji, publicado el 2 de marzo de 2017 que anuncia la unificación de varios grupos yihadistes a la formación Jamaat Nosrat al-Islam wal-Mouslimin.
Hasta 2017, cuando ciertos responsables políticos malienses solicitaron la apertura de negociaciones con los yihadistas, Amadou Koufa envío a dos emisarios para reunirse con el profesor Alioune Nouhoum Diallo, antiguo presidente de la Asamblea Nacional de Malí y figura emblemática de la comunidad fulani. Plantea tres condiciones: la salida del ejército francés, la salida de la MINUSMA y que Alioune Nouhoum Diallo sea su interlocutor.
El 24 de noviembre de 2018 Koufa fue abatido en una operación militar conjunta con la fuerza francesa de Barkhane, en el centro de Mali.